# باري إيفانز (لاعب اتحاد الرغبي)
باري إيفانز (بالإنجليزية: Barry Evans)‏ هو لاعب اتحاد الرغبي بريطاني، ولد في 10 أكتوبر 1962 في Hinckley ‏ في المملكة المتحدة.